# Wladimir Grigorjewitsch Nak

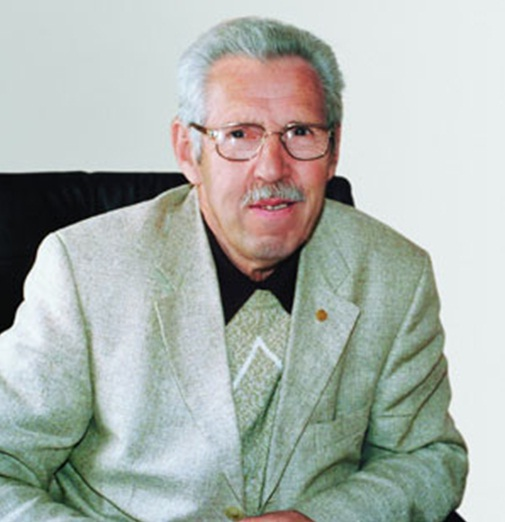
Wladimir Nak

Wladimir Grigorjewitsch Nak (russisch Владимир Григорьевич Нак; * 5. November 1935 in Tjumen; † 16. Februar 2010 in Moskau) war russischer Verkehrsbauarbeiter, verdienter Bauarbeiter der RSFSR, Leiter der Bau- und Montage-Betriebsvereinigung Jamaltransstroi.
Unter seiner unmittelbaren Leitung und Beteiligung erfolgte der Bau einer großen Zahl von Verkehrs-, Industrie-, Wohnungsbauobjekten und Objekten der sozialen und kulturellen Infrastruktur im gesamten europäischen Teil der UdSSR.

## Leben
Im Jahr 1959 schloss Nak sein Studium am Moskauer Institut für Verkehrsingenieure ab.

## Wirken
Anschließend arbeitete er im Ministerium für Verkehrsbau der UdSSR und wurde zum stellvertretenden Leiter der Hauptverwaltung für Eisenbahnbau Nord und West ernannt. Ab 1986 übernahm er die Leitung der neugebildeten Bau- und Montage Betriebsvereinigung Jamaltransstroi. Ab 1992 war er Generaldirektor der Aktiengesellschaft Jamaltransstroi, die Rechtsnachfolgerin der Bau- und Montage Betriebsvereinigung wurde. Unter seiner Leitung wurde die Bahnstrecke Obskaja–Karskaja mit einer Länge von 572 km erbaut.
Im Jahr 1997 wurde er zum Vorsitzenden des Direktorenrats der OAO Jamaltransstroi gewählt. Er wurde mehrmals zum Abgeordneten des Rates der Volksdeputierten der Oblast Tjumen und des Kreises der Jamal-Nenzen gewählt.

## Auszeichnungen und Würdigungen

### Auszeichnungen
- Orden Zeichen der Ehre
- Orden der Völkerfreundschaft

### Titel und Ehrungen
- Verdienter Bauarbeiter der RSFSR
- Ehrenvoller Verkehrsbauarbeiter
- Ehrenmitarbeiter der Gasindustrie
- Ehrenbürger des Autonomen Kreises der Jamal-Nenzen

## Familie
Ehefrau – Irina Alexandrowna Kusnezowa
Sohn – Igor Wladimirowitsch Nak